# Orodreth
Orodreth es un personaje ubicado en la Primera Edad de la Tierra Media, del escritor británico J. R. R. Tolkien. Es un príncipe noldor, segundo hijo de Finarfin según El Silmarillion, pero hijo de Angrod y padre de Finduilas y Gil-galad según el libro Los Pueblos de la Tierra Media (lo que se considera como la voluntad última de Tolkien). Al contrario que Finarfin no se quedó en Valinor sino que siguió a Finrod Felagund en su viaje a la Tierra Media.
Fue guardián de la torre de Minas Tirith en Tol Sirion; cuando la torre cayó en manos de Sauron se refugió en el reino de Finrod, en donde recibió de manos del rey su propia corona puesto que Felagund abandonó la fortaleza para ayudar a Beren, en un viaje del que nunca volvió. 
Rey de Nargothrond después de la muerte de Finrod ya que recuperó prestigio cuando los liberados de la isla de los Licántropos dieron cuenta de las hazañas del rey Muerto y quedó al descubierto la traición de Celegorm y Curufin. 
En el 488 dio cobijo a Túrin cuando este fue llevado Nargothrond por Gwindor, quien se dio a conocer como Agarwaen, el hijo de Úmarth (“Manchado de Sangre”, hijo del “Hado Desdichado”) pero su hija se enamoró de Túrin y rebeló su verdadera identidad por lo que el Rey le rindió grandes honores y lo adoptó como consejero en su corte. 
En el 495 desoyó, por consejo de Túrin, el mensaje que le envió Círdan sobre el peligro de no cerrar las Puertas de Nargothrond por lo que se produjo la batalla de Tumhalad en la que resultó muerto.